# Alí Aszad Állah
Alí Aszad Állah Száímn Kambar (arabul: علي أسد الله; Manáma, 1991. január 29. –) bahreini születésű katari válogatott labdarúgó, az Asz-Szadd középpályása.

## Pályafutása

### A válogatottban
A katari U20-as válogatottban játszott. 2013. december 21-én mutatkozott be a [[felnőtt csapatban a Bahrein elleni barátságos mérkőzésen, amely 1−1-es döntetlennel zárult  Részt vett a 2015-ös Ázsia-kupán, a 2022-es világbajnokságra készülő keret tagja volt.

## Sikerei, díjai

### A válogatottal
Katar
- Öböl-kupa: 2014
- Ázsia-kupa: 2023

### Egyéni
- Nyugat-ázsiai bajnokság MVP-je: 2014